# Hugh Keays-Byrne
Hugh Keays-Byrne (Srinagar, 18 maggio 1947 – Gosford, 1º dicembre 2020) è stato un attore britannico naturalizzato australiano.
Deve la sua fama all'aver interpretato due volte il cattivo in un film di Mad Max, rispettivamente Toecutter in Interceptor (1979) ed Immortan Joe in Mad Max: Fury Road (2015).

## Biografia
Nato nel 1947 nel Kashmir, allora parte dell'Impero britannico, si trasferisce da bambino con la famiglia in Inghilterra. Dopo aver esordito in televisione verso la fine degli anni sessanta, recita dal 1968 al 1973 a teatro con la Royal Shakespeare Company, finendo con lo stabilirsi in Australia una volta terminata la tournée internazionale di Sogno di una notte di mezza estate e cominciare lì una carriera al cinema e in televisione. La notorietà arriva nel 1979 col film d'exploitation Interceptor (Mad Max), nel quale interpreta l'antagonista Toecutter, capo della banda di motociclisti che uccidono la famiglia di Max Rockatansky, interpretato da un semi-esordiente Mel Gibson.
Nonostante il successo internazionale ottenuto dal film non lanci la sua carriera come invece accaduto con Gibson, Keays-Byrne godrà nei successivi vent'anni di quella che l'Independent ha definito come «una carriera più solida che spettacolare», recitando prevalentemente in film di genere o comunque in ruoli che ricordassero quello di Toecutter. Nel 2007 era stato scelto per interpretare Martian Manhunter nel film sulla Justice League of America del regista di Interceptor George Miller, Justice League: Mortal, mai realizzato a causa dello sciopero degli sceneggiatori della WGA e ulteriori problemi produttivi. Il suo ultimo ruolo prima della morte nel 2020 è stato in Mad Max: Fury Road (2015), quarto film della saga di Mad Max, dove ha interpretato nuovamente un antagonista, Immortan Joe.

## Filmografia

### Cinema
- Stone, regia di Sandy Harbutt (1974)
- Il dragone vola alto (The Man From Hong Kong), regia di Brian Trenchard-Smith (1975)
- Braccato a vita (Mad Dog Morgan), regia di Philippe Mora (1976)
- The Trespassers, regia di John Duigan (1976)
- I cacciatori dell'oceano (Blue Fin), regia di Carl Schultz (1978)
- Snapshot, regia di Simon Wincer (1979)
- Interceptor (Mad Max), regia di George Miller (1979)
- Detector (The Chain Reaction), regia di Ian Barry (1980)
- Going Down, regia di Haydn Keenan (1982)
- Ginger Meggs, regia di Jonathan Dawson (1982)
- Dove sognano le formiche verdi (Wo die grünen Ameisen träumen), regia di Werner Herzog (1984)
- Strikebound, regia di Richard Lowenstein (1984)
- Starship, regia di Roger Christian (1985)
- Burke & Wills, regia di Graeme Clifford (1985)
- For Love Alone, regia di Stephen Wallace (1986)
- Kangaroo, regia di Tim Burstall (1987)
- Les Patterson Saves the World, regia di George Trumbull Miller (1987)
- Giochi di morte (The Blood of Heroes), regia di David Webb Peoples (1989)
- Resistance, regia di Paul Elliott e Hugh Keays-Byrne (1994)
- Huntsman 5.1, regia di Brent Houghton (1999)
- Sleeping Beauty, regia di Julia Leigh (2011)
- Mad Max: Fury Road, regia di George Miller (2015)

### Televisione
- Bellbird – serie TV (1967)
- Boy Meets Girl – serie TV, episodio 1x05 (1967)
- This Love Affair – serie TV, episodio 1x01 (1974)
- Essington, regia di Julian Pringle – film TV (1974)
- Ben Hall  – serie TV, 4 episodi (1975)
- La prima volta di Polly (Polly My Love), regia di Peter Maxwell – film TV (1975)
- Rush - Corsa all'oro (Rush) – serie TV, episodio 2x13 (1976)
- The Outsiders – serie TV, episodio 1x03 (1976)
- The Cake Man, regia di Douglas Sharp – film TV (1977)
- Chopper Squad – serie TV, episodio 1x01 (1977)
- Dimmi che mi vuoi (Say You Want Me), regia di Oliver Howes – film TV (1977)
- The Death Train, regia di Igor Auzins – film TV (1978)
- The Tichborne Affair, regia di Carl Schultz – film TV (1978)
- Io e Barney (Barney and Me), regia di Norman Panama – film TV (1979)
- Secret Valley – serie TV, 6 episodi (1980)
- Runaway Island, regia di Igor Auzins – film TV (1982)
- Five Mile Creek – serie TV, episodio 1x08 (1984)
- Treasure Island, regia di Warwick Gilbert – film TV (1986)
- Badlands 2005, regia di George Trumbull Miller – film TV (1988)
- Dadah is Death, regia di Jerry London – film TV (1988)
- Joe Wilson – miniserie TV, 1 puntata (1988)
- Singapore Slings: Old Flames, regia di Michael Carson – film TV (1995)
- Moby Dick – miniserie TV, 2 puntate (1998)
- Viaggio al centro della Terra (Journey to the Centre of the Earth) – miniserie TV, 2 puntate (1999)
- Farscape – serie TV, episodi 2x22-3x01 (2000-2001)
- Farscape - Le guerre dei Pacificatori (Farscape: The Peacekeeper Wars) – miniserie TV, 2 puntate (2004)

## Riconoscimenti
- 1977 – Logie Awards
  - Miglior interpretazione individuale per Rush - Corsa all'oro
- 1979 – AFI Awards
  - Candidatura al miglior attore non protagonista per Interceptor
- 2016 – MTV Movie Awards[4]
  - Candidatura al miglior cattivo per Mad Max: Fury Road

## Doppiatori italiani
Nelle versioni in italiano dei suoi film e serie televisive, Hugh Keays-Byrne è stato doppiato da:
- Giovanni Petrucci in Farscape e Farscape - Le guerre dei Pacificatori
- Paolo Buglioni in Moby Dick
- Dario De Grassi in Interceptor
- Sergio Di Stefano in Giochi di morte
- Massimo Lodolo in Five Mile Creek
- Angelo Nicotra in Mad Max: Fury Road